# Frontières de la Croatie
 (mars 2020).
Si vous disposez d'ouvrages ou d'articles de référence ou si vous connaissez des sites web de qualité traitant du thème abordé ici, merci de compléter l'article en donnant les références utiles à sa vérifiabilité et en les liant à la section « Notes et références ».

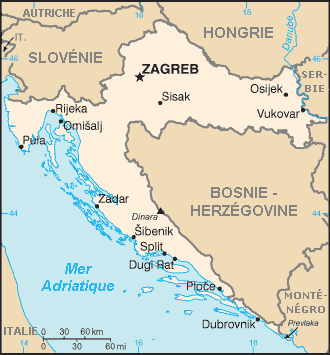
Carte de la Croatie et des pays frontaliers.

Cet article recense les frontières de la Croatie.

## Territoire et frontières
Le territoire de la Croatie couvre 56 594 kilomètres carrés ,ce qui en fait le 127e plus grand pays du monde . La géographie physique de la Croatie est définie par son emplacement - elle est décrite comme faisant partie de l'Europe du Sud-Est La Croatie borde la Bosnie-Herzégovine (933 km) et la Serbie (241km) à l'est, la Slovénie (501km) à l'ouest, la Hongrie (329 km) au nord et le Monténégro (26 km) et la mer Adriatique au sud. Il se situe principalement entre les latitudes 42 ° et 47 ° N et les longitudes 13 ° et 20 ° E. Une partie de l'extrême sud de la Croatie est séparée du reste du continent par une courte bande côtière autour de Neum appartenant à la Bosnie-Herzégovine.
La frontière croate de 348 kilomètres avec la Hongrie a été héritée de la Yougoslavie. Une grande partie de la frontière avec la Hongrie suit la rivière Drave (cours d’eau) ou son ancien lit de rivière; cette partie de la frontière date du Moyen Âge. La frontière à Međimurje et Baranya (en).
Baranya a été définie comme une frontière entre le royaume de Hongrie et le royaume des Serbes, Croates et Slovènes, rebaptisé plus tard le royaume de Yougoslavie, en vertu du traité de Trianon de 1920 ,. Le tracé actuel de la frontière de 956 kilomètres avec la Bosnie-Herzégovine et de 19 kilomètres avec le Monténégro est en grande partie le résultat de la conquête ottomane et de la reconquête ultérieure de territoires lors de la grande guerre turque de 1667-1698 se terminant officiellement avec le traité de Karlowitz, ainsi que les cinquième et septième guerre vénéto-austro-ottomane . 
Cette frontière a subi des modifications mineures en 1947 lorsque toutes les frontières des anciennes républiques constituantes yougoslaves ont été définies par des commissions de démarcation mettant en œuvre les décisions de l'AVNOJ de 1943 et 1945 concernant l'organisation fédérale de la Yougoslavie.
Les commissions ont également défini Baranya et Međimurje comme des territoires croates, et ont en outre établi la frontière actuelle de 314 kilomètres  entre la Serbie et la Croatie à Syrmie et le long du Danube entre Ilok et l'embouchure du fleuve Drava et plus au nord vers le nord. Frontière hongroise; la section Ilok / Drava correspondait à la frontière entre le royaume de Croatie-Slavonieet le comté de Bács-Bodrog qui existait jusqu'en 1918 (la fin de la Première Guerre mondiale). 
La majeure partie des 600 kilomètres de frontière avec la Slovénie a également été définie par les commissions, correspondant à la frontière nord-ouest du royaume de Croatie-Slavonie et établissant une nouvelle section de la frontière croate au nord de la péninsule d'Istrie selon la composition ethnique du territoire appartenant auparavant au royaume d'Italie.
En vertu du traité de paix de 1947 avec l'Italie, les îles de Cres,Lastovo et Palagruža et les villes de Zadar et Rijeka et la majeure partie de l'Istrie se sont rendues en Yougoslavie communiste et en Croatie, tout en découpant le territoire libre de Trieste (TTF) comme ville -. La TTF a été divisée en 1954 car Trieste elle-même et la zone au nord de celle-ci ont été placées sous contrôle italien, et le reste sous contrôle yougoslave. L'arrangement a été rendu permanent par le Traité d'Osimo en 1975. La partie yougoslave de l'ancienne TTF a été partagée entre la Croatie et la Slovénie, conformément en grande partie à la composition ethnique de la population de la région.
À la fin du XIXe siècle, l'Autriche-Hongrie a établi un réseau géodésique, dont le repère d'élévation a été déterminé par le niveau moyen de la mer Adriatique sur la jetée de Sartorio à Trieste. Cette référence a ensuite été retenue par l'Autriche, adoptée par la Yougoslavie, et conservée par les États qui ont émergé après sa dissolution, y compris la Croatie,.

## Frontières terrestres et maritimes
La Croatie a des frontières terrestres et maritimes avec :
- le Monténégro : voir Frontière entre la Croatie et le Monténégro ;
- la Slovénie : voir Frontière entre la Croatie et la Slovénie ;
- la Bosnie-Herzégovine : voir Frontière entre la Bosnie-Herzégovine et la Croatie ;
- le Serbie : voir Frontière entre la Croatie et la Serbie ;

| Pays               | Terre (km) | Mer (km) | Total (km) | Notes |
| ------------------ | ---------- | -------- | ---------- | ----- |
| Monténégro         | 25         | —        | 25         |       |
| Bosnie-Herzégovine | 933        | —        | 933        |       |
| Slovénie           | 501        | —        | 501        |       |
| Hongrie            | 329        | —        | 329        |       |
| Serbie             | 241        | —        | 241        |       |
| Total              | 1 844      | —        | 1 844      |       |